# John Monash
John Monash (sinh ngày 27 tháng 6 năm 1865 mất ngày 8 tháng 10 năm 1931) là một kỹ sư dân sự đã trở thành tư lệnh quân đội Úc trong thế chiến thứ nhất. Ông chỉ huy lữ đoàn bộ binh 13 trước khi chiến tranh và sau đó chỉ huy Lữ đoàn 4 Úc ở Ai Cập ngay sau khi chiến tranh bùng nổ và ông đã tham gia chiến dịch Gallipoli. Trong tháng 7 năm 1917, ông chỉ huy Sư đoàn Bộ binh 3 Úc đóng ở phía tây bắc Pháp và ông được lệnh chỉ huy Quân đoàn Úc vào tháng 5 năm 1918. Ngày 8 tháng 8 năm 1918, quân đồng minh tấn công thành công trong trận Amiens, dẫn đến kết thúc thế chiến thứ nhất sớm hơn dự kiến, Monash là người lên kế hoạch và ông dẫn đầu đợt tấn công Quân đoàn Úc cùng với Arthur Currie tư lệnh Quân đoàn Canada.

## Chiến tranh thế giới thứ nhất

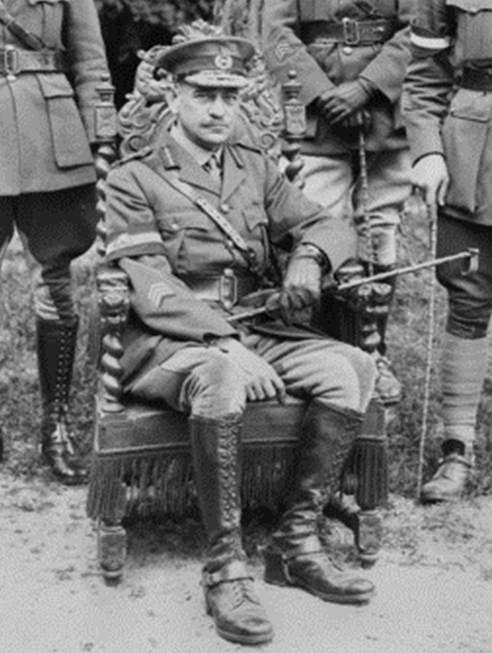
Monash vào giai đoạn Chiến tranh thế giới thứ nhất

## Tư lệnh Quân đoàn Úc

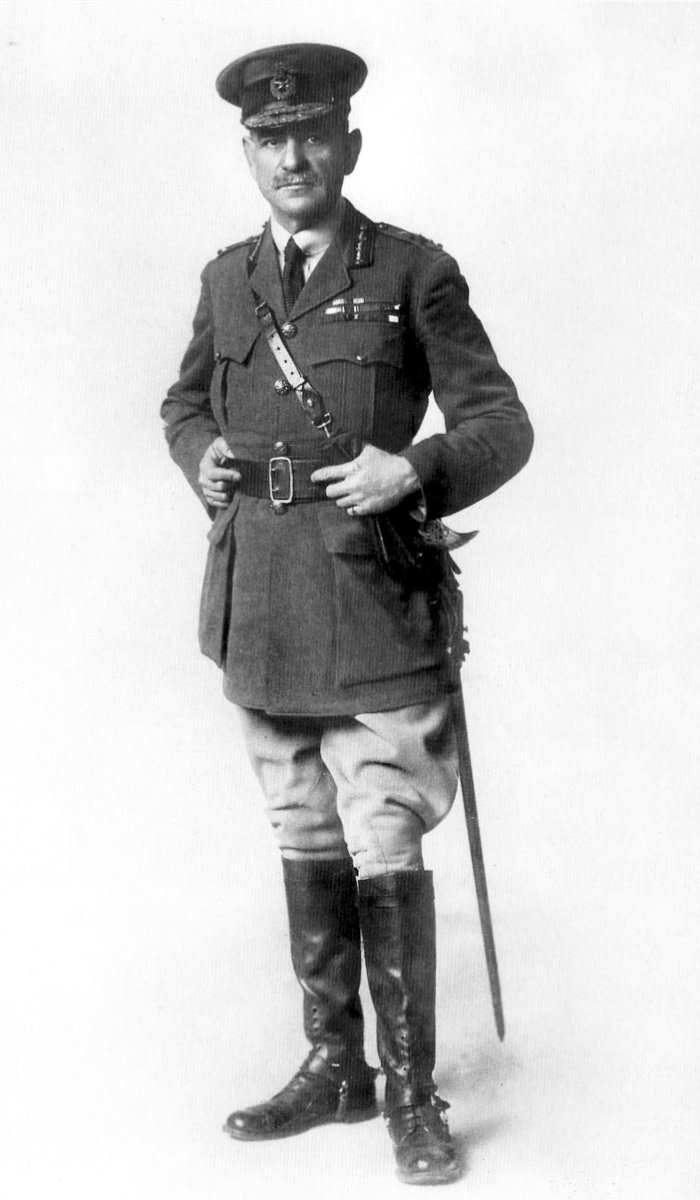
Monash vào năm 1918

## Sau thế chiến

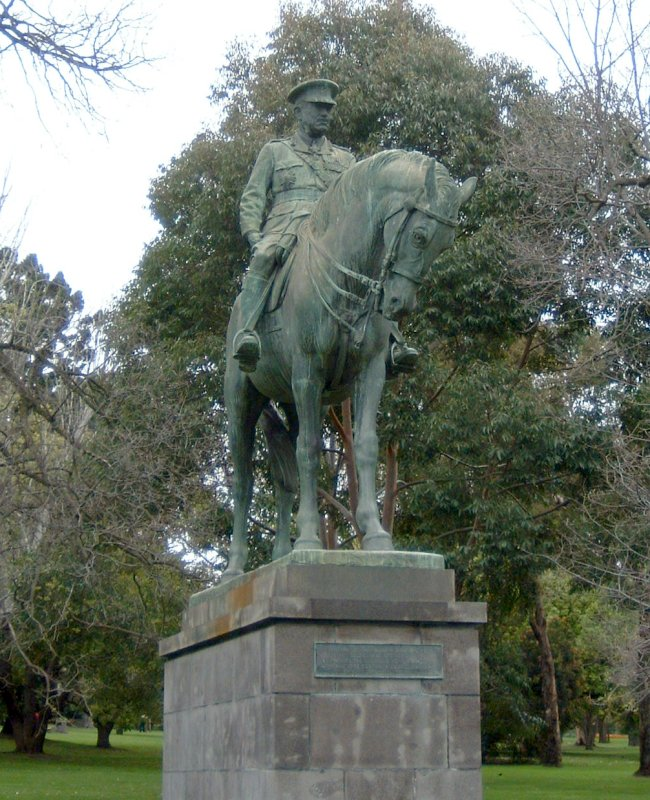
Tượng Đại tướng John Monash ở King's Domain, Melbourne.

### Sách
- Hart, Peter (2008). 1918: A Very British Victory. London: Phoenix Books. ISBN 978-0-7538-2689-8.
- Ludendorff, Erich (1971) [1920]. Ludendorff's Own Story: August 1914 – November 1918; the Great War from the siege of Liège to the signing of the armistice as viewed from the grand headquarters of the German Army (bằng tiếng Anh). Freeport, NY: Books for Libraries Press. ISBN 0-8369-5956-6.
- Monash, John (1920), The Australian Victories in France in 1918, London: Hutchinson & Co, OCLC 563884172
- Montgomery, Bernard Law (1972), A concise history of warfare, London: Collins, tr. 368, ISBN 0-00-192149-5
- Perry, Roland (2004), Monash: The Outsider who Won A War, Random House, tr. 586, ISBN 1-74051-364-9
- Petersen, P. A. (1985), Monash as military commander, Melbourne University Press, tr. 600, ISBN 0-522-84267-4
- Serle, Geoffrey (1982), John Monash: A biography, Melbourne University Press, ISBN 0-522-84239-9
- Warhaft, Sally (2004), Well may we say...: the speeches that made Australia, Melbourne: Black, tr. 294, ISBN 1-86395-277-2
- Yockelson, Mitchell A. (ngày 30 tháng 5 năm 2008). Borrowed Soldiers: Americans under British Command, 1918. Foreword by John S. D. Eisenhower. University of Oklahoma Press. ISBN 978-0-8061-3919-7.